# ATP Volvo International 1974
Il Volvo International 1974 è stato un torneo di tennis giocato sulla terra rossa. Il torneo fa parte del Commercial Union Assurance Grand Prix 1974. Si è giocato al Mount Washington Resort di Bretton Woods negli Stati Uniti dal 5 all'11 agosto 1974.

## Campioni

### Singolare maschile
Rod Laver ha battuto in finale  Harold Solomon con il punteggio di 6–4, 6–3

### Doppio maschile
Jeff Borowiak /  Rod Laver hanno battuto in finale  Georges Goven /  François Jauffret con il punteggio di 6–3, 6–2